# Operation Eagle Pull
Operation Eagle Pull war der Deckname für die Evakuierung amerikanischer Einheiten aus Phnom Penh während des Kambodschanischen Bürgerkrieges. Die Operation stellte gleichzeitig das Ende des amerikanischen Engagements in Kambodscha dar und führte letztendlich zum Zusammenbruch der Khmer-Republik und somit dem Sieg der Roten Khmer. Eagle Pull war ein taktischer Sieg der amerikanischen Einheiten, die ohne eigene Verluste komplett evakuiert werden konnten. Die Roten Khmer nutzen den Rückzug der Amerikaner für ihre Propaganda und konnten wenige Tage später fast ungehindert in Phnom Penh einmarschieren.

## Vorgeschichte
Im Verlauf des Bürgerkrieges mit den Roten Khmer war die mit den Vereinigten Staaten verbündete Khmer-Republik immer weiter in die Defensive geraten. Anfang 1975 stellte die Region um die Hauptstadt der Republik Phnom Penh die letzte Festung der Regierungstruppen dar. Mitte Januar 1975 begannen die Roten Khmer mit Angriffen auf die letzten Versorgungswege in die Stadt, um ihren Belagerungsring zu schließen. Hauptversorgungsroute war bis dahin der Fluss Mekong gewesen, dessen Ufer nun von Rebellen eingenommen wurden, die zudem Teilbereiche des Flusses verminten. Nachdem die Streitkräfte der Republik ein Viertel ihrer Schiffe und rund 70 % der Matrosen verloren hatten, gaben sie am 17. Februar weitere Versuche der Versorgung der Stadt über den Fluss auf. Als letzter Versorgungsweg stand nun nur noch der Flughafen von Pochentong zur Verfügung.
Unter Federführung der US-amerikanischen Botschaft in Kambodscha wurde nun eine Luftbrücke zur Versorgung der Stadt eingerichtet. Flugzeuge der Typen C-130 und DC-8 der von der US-Regierung beauftragten privaten CIA-Fluggesellschaft BirdAir flogen täglich bis zu 20 mal Pochentong an. Mit der Einnahme von Toul Leap, einem Dorf im Nordwesten von Phnom Penh, lag der Flughafen am 5. März 1975 erstmals in Artilleriereichweite der Roten Khmer. Zwar konnten Regierungseinheiten das Dorf kurzzeitig zurückerobern, jedoch spitzte sich die Versorgungslage immer mehr zu. Allein im März 1975 sollen 8.000 Menschen innerhalb der Stadt verhungert sein. Am 1. April 1975 fielen die letzten Vorposten der Regierung um die Hauptstadt und die Roten Khmer konnten sämtliche Kräfte auf Phnom Penh konzentrieren. Nachdem am selben Tag Staatschef Lon Nol aus der Hauptstadt floh, war der Zusammenbruch der Khmer-Republik nur noch eine Frage der Zeit.

## Planung
Nach dem Abschluss des Vertrages von Paris im Januar 1973 hatte man auch auf ein Abschwellen des Konfliktes in Kambodscha gehofft. Diese Hoffnungen zerschlugen sich jedoch schnell, als die Roten Khmer erstmals Richtung Phnom Penh vorrückten. Durch die Streitkräfte der Vereinigten Staaten wurde somit auch erstmals ein Scheitern der Operationen in Kambodscha in Betracht gezogen und man begann mit den Planungen für eine Notfallevakuierung der eigenen Kräfte. Am 27. Juni 1973 legte die 7th Air Force den Notfallplan (Contingency Plan) Nummer 5060C unter dem Operationsnamen „Eagle Pull“ vor. Man ging von der Evakuierung von etwa 400 – 600 Personen aus und hatte hierzu drei Optionen festgelegt:
1. Option: Falls der Flughafen Pochentong zur Verfügung steht, sollen Botschaftspersonal, US-Bürger und ausgewählte Kambodschaner durch Zivilflugzeuge über diesen ausgeflogen werden.
2. Option: Falls die Sicherheitslage am Pochentong-Flughafen durch die Roten Khmer bedroht wird und somit keine Zivilflüge mehr stattfinden können, sollen Kräfte der 56th Security Police Squadron aus Thailand eingeflogen werden, um die Lage am Flughafen zu stabilisieren.
3. Option: Falls der Flughafen Pochentong aufgegeben werden muss, sollen Kräfte der 56th Security Police Squadron Landezonen in Phnom Penh (und bei Bedarf in anderen Städten) sichern. Von diesen soll die Evakuierung durch Helikopter der 21st Special Operations Squadron und der 40th Aerospace Rescue and Recovery Squadron durchgeführt werden.

Option 3 wurde im späteren Verlauf noch überarbeitet und die Kräfte des 56th Security Police Squadron wurde durch Einheiten des United States Marine Corps (USMC) ersetzt. Man wollte durch diese Änderung zum einen die Luftlandekapazitäten des USMC nutzen und zum anderen waren die Marines besser dazu geeignet, die angedachten Ladezonen zu sichern und zu halten, als Militärpolizisten. Die Gegend um die US-Botschaft in Phnom Penh wurde als primärer Bereich der Landezonen festgelegt.

## Vorbereitung der Operation

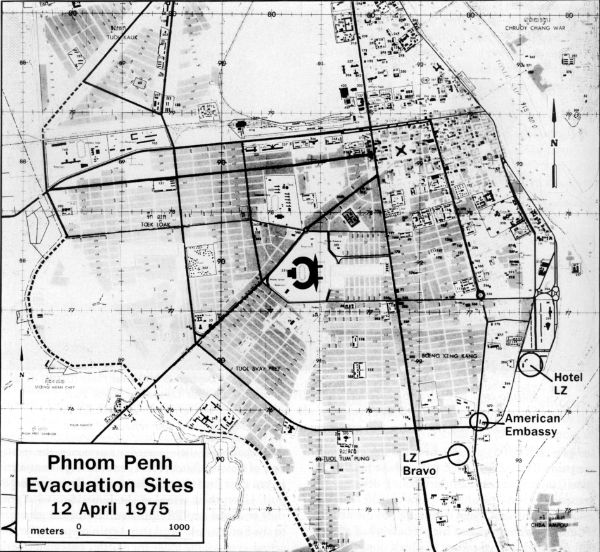
Karte von Phnom Penh mit den Landezonen Bravo und Hotel Nahe der US-Botschaft

Am 6. Januar 1975 hatte sich die Sicherheitslage in Kambodscha so weit verschlechtert, dass die Durchführung der Operation Eagle Pull erstmals in Betracht gezogen wurde. Durch das United States Pacific Command wurde die 31st Marine Amphibious Unit in Bereitschaft versetzt. Die Einheiten wurden in Position gebracht, um das Ausgangsgebiet der Evakuierung vor der Hafenstadt Sihanoukville innerhalb von 96 Stunden zu erreichen. Am 6. Februar wurde der Radius auf 48 Stunden und am 28. Februar auf 24 Stunden verkürzt. Die Flotte musste somit dauerhaft im Golf von Thailand kreuzen.
Kurzzeitig wurde am 21. März eine weitere Änderung des Plans diskutiert. Nachdem durch die Botschaft deutlich mehr zu evakuierende Personen (3.600 statt 600) gezählt wurden und der Beschuss auf den Flughafen deutlich zugenommen hatte, überlegte man, Marines einfliegen zu lassen. Diese sollten zuerst Landezonen sichern, von denen die Zivilisten durch Helikopter zum Flugfeld gebracht werden sollten. Von hier aus sollte die weitere Evakuierung per Flugzeug stattfinden. Nachdem aber jedes verfügbare Versorgungsflugzeug auf dem Rückflug von Phnom Penh mit Flüchtigen gefüllt wurde, wurde die Planänderung hinfällig.
Ab dem 3. April verschlechterte sich die Sicherheitslage beinahe stündlich. Schließlich forderte der US-Botschafter John Gunther Dean die Führungseinheit für die Operation Eagle Pull an. Die zehn Mann starke Einheit sollte die Lage vor Ort bewerten und die Ausführung der Operation vor Ort koordinieren. Am 10. April war der Beschuss des Flugfeldes durch Artillerie von Raketen schließlich so stark geworden, dass die Evakuierung per Flugzeug abgebrochen werden musste. Die Ausführung der Operation Eagle Pull war somit unumgänglich.
Durch die Führungseinheit wurden vor Ort die Landungszonen festgelegt. Zur Wahl standen LZ Bravo und LZ Hotel. Die Wahl fiel schließlich auf LZ Hotel (ein Fußballfeld nahe der Botschaft), da dieses aufgrund seiner Umbauung besser gegen indirektes Feuer geschützt war und LZ Bravo bereits durch Kleinwaffen der Roten Khmer beschossen wurde. Als Evakuierungstag wurde zuerst der 11. April 1975 festgelegt. Es kam jedoch zu einer Verzögerung von einem Tag, um die Hancock noch in Reichweite bringen zu können, um weitere Einheiten für die Evakuierung zur Verfügung zu haben.

## Beteiligte Einheiten

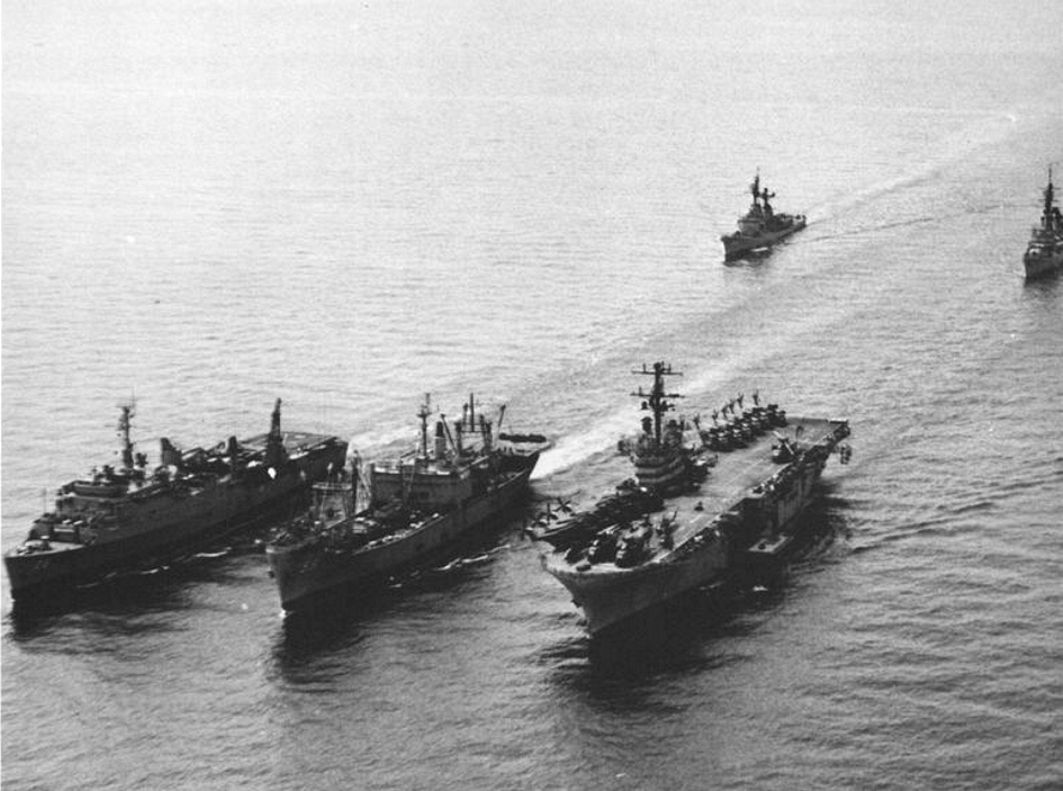
Teile des Evakuierungsverbands

Seit dem 3. März 1975 befand sich die Amphibious Ready Group Alpha (Task Group 76.4) und die 31st Marine Amphibious Unit (Task Group 79.4) im Operationsgebiet vor Sihanoukville im Golf von Thailand. Task Group 76.4 setzte sich aus folgenden Einheiten zusammen:
- Okinawa – Hubschrauberträger
- Thomaston – Docklandungsschiff
- Vancouver – Amphibious Transport Dock

An Bord der USS Okinawa befand sich das Marine Heavy Helicopter Squadron 462 (HMH-462) um die benötigte Transportkapazität zur Verfügung zu haben. Dieses verfügte über 14 CH-53, 3 CH-46, 4 AH-1J und 2 UH-1E Helikopter.
Die Task Group wurde von folgenden Einheiten unterstützt:
- Edson – Zerstörer
- Henry B. Wilson – Lenkwaffenzerstörer
- Kirk – Geleitzerstörer
- Knox – Geleitzerstörer

Durch die von der US-Botschaft gemeldeten Flüchtlingszahlen wurde vom Joint Chiefs of Staff bezweifelt, dass eine Staffel Helikopter für die Evakuierung ausreichen würde. Als Konsequenz wurde am 17. März die USS Hancock zurück nach Pearl Harbor geordert, um dort das Marine Heavy Lift Helicopter Squadron (HMH-463) an Bord zu nehmen. Um die 25 Helikopter der Einheit aufnehmen zu können, wurde das Geschwader des Trägers in Pearl Harbor zurückgelassen. Am 26. März 1975 verließ der USS Hancock Pearl Harbor und wurde am 11. April 1975 im Operationsgebiet vor Kambodscha erwartet.

## Evakuierung

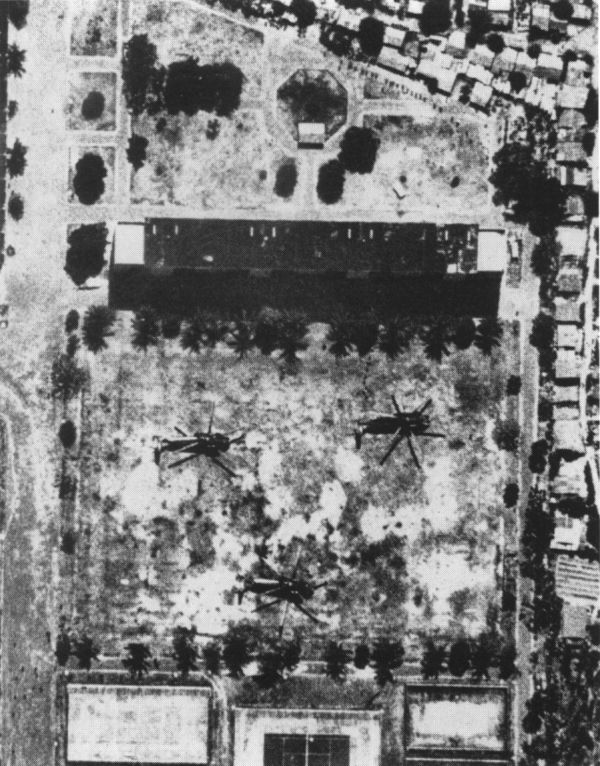
CH-53 Helikopter des USMC in der LZ Hotel

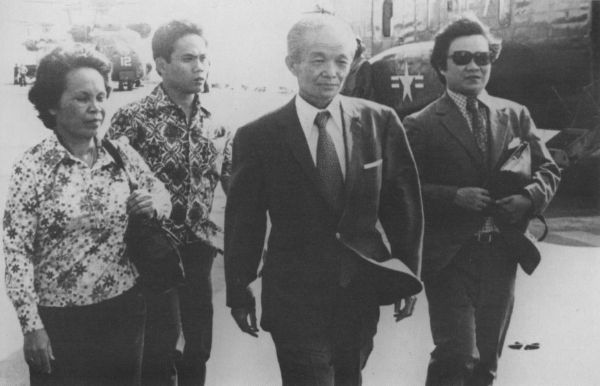
Saukham Koy nach der Evakuierung an Bord der USS Okinawa

In den Abendstunden des 11. Aprils erhielt die Einheit die Befehle Operation Eagle Pull am nächsten Morgen zu beginnen. Um 06:00 Uhr begann die Operation mit dem Start von 12 CH-53 der HMH-462. In Dreiergruppen brachen die Helikopter mit 360 Marines Richtung Phnom Penh auf, um dort die Landezone zu sichern und erste Personen auszufliegen. Gleichzeitig begann das Kommandoteam vor Ort mit dem Blockieren der Zufahrten zur Landezone, um motorisierten Einheiten der Roten Khmer das Vordringen zur Evakuierungszone zu erschweren. Über der Stadt ging eine HC-130, Rufzeichen King Bird, des 56th Aerospace Rescue and Recovery Squadron in Position, um die Luftoperation zu koordinieren.
Um 07:30 Uhr wurde die Regierung der Khmer-Republik vom vollständigen Abzug der Amerikaner am gleichen Tag informiert. Gleichzeitig bot Botschafter Dean jeglichen Fluchtwilligen die Mitnahme an. Viele Regierungsoffizielle und Einwohner verweigerten dies in der Hoffnung auf eine Rückkehr zur Normalität nach dem Sieg der Roten Khmer und blieben in der Hauptstadt zurück. Sisowath Sirik Matak, Mitglied der Königsfamilie und Premierminister der Khmer-Republik, unterstrich seine Weigerung der Flucht mit folgendem Brief an Botschafter Dean eindrucksvoll:

“Dear Excellency and Friend,
I thank you very sincerely for your letter and for your offer to transport me towards freedom. I cannot, alas, leave in such a cowardly fashion. As for you, and in particular for your great country, I never believed for a moment that you would have this sentiment of abandoning a people which has chosen liberty. You have refused us your protection, and we can do nothing about it. You leave, and my wish is that you and your country will find happiness under this sky. But, mark it well, that if I shall die here on the spot and in my country that I love, it is too bad, because we all are born and must die (one day). I have only committed this mistake of believing in you the Americans. Please accept, Excellency and dear friend, my faithful and friendly sentiments.”

Um 07:43 Uhr überquerten die ersten Helikopter die kambodschanische Küste und flogen Richtung Phnom Penh. Dort wurden die Einheiten der Marines abgesetzt und die Helikopter begaben sich zu Point Oscar (50 km südlich von Phnom Penh). Von hier aus wurden die Helikopter von King Bird in Dreiergruppen zur Landezone geordert, da hier nur drei CH-53 gleichzeitig landen konnten. Vor Ort bildete sich an der Landezone eine große Menschenansammlung. Viele Einwohner der Stadt waren jedoch nur als Schaulustige vor Ort und wollten nicht ausgeflogen werden. Die Evakuierung lief schneller ab als geplant, da weniger Personen evakuiert werden wollten, als ursprünglich von der US-Botschaft geplant. Ursprünglich war mit 590 Personen (146 US-Bürger und 444 Kambodschaner und Ausländer) geplant worden, letztendlich wurden aber nur 84 US-Bürger und 205 weitere Personen ausgeflogen. Um 10:41 verließ der letzte Helikopter mit Flüchtlingen LZ Hotel. Zu den letzten Evakuierten gehörten Botschafter Dean und der Staatspräsident Saukham Khoy.
Um 10:50 begannen die Roten Khmer die Landezone mit schwerer Artillerie und Mörsern unter Beschuss zu nehmen. Die letzten Marines verließen die Landezone um 10:59 Uhr. Als letzte US-Amerikaner verließ das zehnköpfige Kommandoteam der Operation Eagle Pull das Land. Ihr Helikopter wurde beim Start durch Feindfeuer schwer beschädigt, landete aber um 12:15 Uhr als letzter Helikopter sicher an Bord der USS Okinawa.
Die Evakuierten wurden von der USS Okinawa am 13. April 1975 zur U-Tapao Air Base in Thailand ausgeflogen.

## Nachwirkungen
Am 17. April 1975 marschierten die Roten Khmer fast vollkommen ungehindert in Phnom Penh ein. US-Offizielle wie Außenminister Kissinger reagierten erschüttert auf die Tatsache, dass viele Regierungsmitglieder der Khmer-Republik im Land blieben, obwohl diese auf den Todeslisten der Rebellen vermerkt waren. Kurz nach der Einnahme wurden diese festgenommen und durch das neue Regime exekutiert. Überlebende Kämpfer der Khmer-Republik wurden entwaffnet und im Olympiastadion der Stadt erschossen. Nur wenige kambodschanische Intellektuelle, wie Dith Pran, konnten unerkannt aus der Stadt fliehen.
Die Amphibious Ready Group Alpha und die 31st Marine Amphibious Unit wurden nach der Operation Richtung Vietnam verlegt, um dort an der Evakuierung der südvietnamesischen Hauptstadt Saigon (Operation Frequent Wind) teilzunehmen.
Die am 12. April um 09:45 geschlossene US-Botschaft wurde erst am 11. November 1991 wiedereröffnet.

## Rezeption
Operation Eagle Pull wird im Film The Killing Fields – Schreiendes Land behandelt.